# 서울특별시장
서울특별시장(서울特別市長)은 서울특별시의 행정 사무를 총괄하는 광역지방자치단체장이다. 다른 광역지방자치단체장은 차관급 대우만 받지만, 서울특별시장은 유일하게 장관급 대우를 받는다. 다만 윤치영 전 시장은 특별히 총리급 대우를 받기도 하였다. 또한 서울특별시장은 정부 지휘 없이 독자적 예산 편성과 일부 세금 조달 등 행정 명령 독자 행사 권한이 있다. 현재 서울특별시장은 오세훈이다.

## 역대 시장

### 경기도 경성부윤
| 선출 방식 | 대수 | 이름                                 | 임기                             | 비고                                                       |
| --------- | ---- | ------------------------------------ | -------------------------------- | ---------------------------------------------------------- |
| 관선      | 초대 | 김창영(金昌永)                       | 1945년 8월 15일~1945년 9월 11일  |                                                            |
| 관선      | 2대  | 제임스 S. 킬러프 (James S. Killough) | 1945년 9월 12일~1945년 10월 24일 | 미군정 최고사령관 존 하지에 의해 임명, 현역 미국 육군 소령 |
| 관선      | 대리 | 김창영(金昌永)                       | 1945년 9월 12일~1945년 10월 24일 |                                                            |
| 관선      | 3대  | 이범승(李範昇)                       | 1945년 10월 25일~1946년 5월 9일  |                                                            |
| 관선      | 대리 | 김성환(金聖煥)                       | 1946년 5월 9일~1946년 6월 27일   | 총무부장으로 임시 대리                                     |
| 관선      | 4대  | 김형민(金炯敏)                       | 1946년 5월 10일~1946년 9월 27일  | * 한성시장(漢城市長)이라는 명칭도 같이 사용하였다.         |

### 서울특별자유시장
| 선출 방식 | 대수 | 이름           | 임기                             | 비고 |
| --------- | ---- | -------------- | -------------------------------- | --- |
| 관선      | 초대 | 김형민(金炯敏) | 1946년 9월 28일~1948년 12월 14일 | - 전재민 수용계획 수립추진 - 남산동 일본인 여관 13동을 수용소로 활용 - 요정, 사찰, 빈집 등을 개방하여 전재민 수용                                                                                              |
| 관선      | 2대  | 윤보선(尹潽善) | 1948년 12월 15일~1949년 6월 5일  | - 문맹퇴치를 위하여 9개 초등학교 신설, 동회에 국문보급반 편성 운영 - 관혼상제의 허례허식 타파를 위해 신생활운동 전개 - 식량배급 행정을 본궤도에 올려놓기 위해 유령인구와 매점매석 단속                         |
| 관선      | 3대  | 이기붕(李起鵬) | 1949년 6월 6일~1949년 8월 14일   | - 한국전쟁으로 부산에 서울특별시 부산행정청을 설치하여 피난온 서울시민 구호업무 - 3,000명의 걸인을 수용하기 위해 9개의 무료숙박소 설치 운영 - 1949년 8월 처음으로 운수업자를 지정, 105대의 버스운영(요금 80원) |

### 서울특별시장
| 선출 방식 |      | 대수     | 이름           | 임기                              | 정당 | 비고 |
| --------- | ---- | -------- | -------------- | --------------------------------- | --- | --- |
| 관선      |      | 4대      | 이기붕(李起鵬) | 1949년 8월 15일~1951년 5월 7일    | | - 6.25 전쟁으로 피란하는 서울시민 구호 업무를 위하여 부산에 서울특별시 부산행정청 설치 - 3,000명의 걸인을 수용하고자 9개의 무료숙박소 설치 운영 - 1949년 8월 처음으로 운수업자를 지정, 105대의 버스운영(요금 80원) |
| 관선      |      | -        | 전예용(全禮鎔) | 1951년 5월 8일~1951년 6월 26일    | | - 권한대행 - 서울특별시 부시장 |
| 관선      |      | 5대      | 김태선(金泰善) | 1951년 6월 27일~1952년 7월 23일   | | |
| 관선      |      | -        | 이익흥(李益興) | 1952년 7월 24일~1952년 8월 28일   | | - 권한대행 - 서울특별시 부시장 |
| 관선      |      | 6대      | 김태선(金泰善) | 1952년 8월 29일~1956년 7월 5일    | | |
| 관선      |      | 7대      | 고재봉(高在鳳) | 1956년 7월 6일~1957년 12월 13일   | | - 시립병원 등 6개 병원과 보건소의 시설 개선 - 식수난 해결을 위해 공동정호 100개소 신설 - 상수도 7만t 증산계획을 국고보조로 시행 |
| 관선      |      | 8대      | 허정(許政)     | 1957년 12월 14일~1959년 6월 11일  | | - 우회도로 정비 및 보도의 대대적인 포장 실시 - 주택난 해소를 위해 120만평의 미아리지구 택지조성 방안 마련 - 시립종합병원과 보건소 개방, 방역 위생사업소 운영, 마장동 도축장 완공 |
| 관선      |      | 9대      | 임흥순(任興淳) | 1959년 6월 12일~1960년 5월 2일    | | - 청계천 암거공사와 용산구∼성동구∼동대문구∼성북구 ∼의정부간 순환도로 추진 - 1960년 아시아 축구대회 대비 효창운동장에 축구장 개설 - 4개 보건소 청사 신축 및 공중변소 공동우물, 공중목욕탕 증설 |
| 관선      |      | 10대     | 장기영(張基永) | 1960년 5월 3일~1960년 6월 30일    | | - 중부병원을 일반병원으로 활용하고, 부속 결핵요양소 신설 - 23개동의 오물수거 지역확장 및 50개소의 공동우물 설치 - 노동회관을 보건복지부로부터 인수운영 |
| 관선      |      | -        | 정종철(鄭鍾哲) | 1960년 7월 1일~1960년 10월 8일    | | - 직무대행 - 서울특별시 부시장 |
| 관선      |      | -        | 김주흥(金柱興) | 1960년 10월 8일~1960년 12월 29일  | | - 직무대행 - 서울특별시 부시장 |
| 민선      |      | 11대     | 김상돈(金相敦) | 1960년 12월 30일~1961년 5월 19일  | 민주당 | - 최초의 민선 서울특별시장 - 건전재정을 도모하고, 부정에 일벌백계를 실시함으로써 공직기강확립 - 도심지 교통량 분산, 각종 공장과 창고의 교외이전 정책 추진 - 5·16 군사 정변으로 장면 내각 퇴진과 함께 사직 |
| 관선      |      | 12대     | 윤태일(尹泰日) | 1961년 5월 20일~1963년 12월 16일  | | - 현역 군인 신분의 서울특별시장 - 1962년 2월 서울특별시행정에관한특별조치법이 제정됨에 따라 중앙관장사무가 대폭이양되고, 행정기구의 대폭적인 개편실시 - 인구 500만을 기준으로 한 도시계획사업추진 - 교외지역 발전에 중점을 두고 상하수도 완비 등 사회기반시설 확충 |
| 관선      |      | 13대     | 윤치영(尹致暎) | 1963년 12월 17일~1966년 3월 30일  | | - 구로, 숭인, 은평, 뚝섬 등 4개지구 4천만평에 대한 도시계획 수립 - 제2한강교(양화대교) 준공 (1965년 1월 25일), 제3한강교(한남대교) 착공 - 서울시 최초의 장기계획인 시정10개년 계획 수립 |
| 관선      |      | 14대     | 김현옥(金玄玉) | 1966년 3월 31일~1970년 4월 15일   | | - 세종로, 명동 등 지하도 개설, 자동차 전용 입체고가도로 건설 및 주요 간선도로 확장 포장 - 세운상가, 파고다 아케이드, 낙원상가 등 도심재개발 사업 추진 - 한강개발사업, 남산1 2호 터널 개통, 400여동의 시민아파트 건설 - 영동1 2지구, 화양 망우지구, 시흥 신림지구 등 대규모 구획정리사업 추진                                                                                            |
| 관선      |      | 15대     | 양택식(梁鐸植) | 1970년 4월 16일~1974년 9월 1일    | | - 20년간의 도시기본계획 수립, 계획구역내 6개 지역지구에 대한 건축제한 방침을 정하는 장기계획 수립 - 영동지구 구획정리사업 등 기본계획 확정 - 무허가 건물 정리 10개년 계획 및 인구 분산계획 수립 - 지하철 1호선 건설 |
| 관선      |      | 16대     | 구자춘(具滋春) | 1974년 9월 2일~1978년 12월 21일   | | - 도시새마을 운동의 약진과 함께 서민주택 건설, 서민생활 보호 등 서민생활 보호를 위한 시책 추진 - 도시건설의 내실화를 위해 도시기간시설 설치 - 각종 생활환경시설의 확충 및 불량지구 재개발 등 추진 |
| 관선      |      | 17대     | 정상천(鄭相千) | 1978년 12월 22일~1980년 9월 1일   | | - 도시의 기능 시설을 배치하여 능률을 제고하고 가로 구조물을 정비 - 청소행정의 혁신, 도시가스시설 확충 및 의료보험의 확대 등 서민생활안정 종합대책 추진 - 영세민 취업을 위한 직업알선센터 운영, 에너지 10%절약운동으로 제2의 석유파동 대처 |
| 관선      |      | 18대     | 박영수(朴英秀) | 1980년 9월 2일~1982년 4월 27일    | | - 올림픽유치단장으로 바덴바덴 IOC총회에 참석하여 88서울 올림픽 유치 - 「시민헌수운동」을 통해 1천만 그루의 나무를 심는 푸른서울가꾸기 사업의 추진 |
| 관선      |      | 19대     | 김성배(金聖培) | 1982년 4월 28일~1983년 10월 14일  | | - 지하철 2호선 종합운동장∼교대간, 을지로입구∼성수간 개통 - 종합운동장 야구장 완공 및 주경기장 건설 추진 |
| 관선      |      | 20대     | 염보현(廉普鉉) | 1983년 10월 15일~1987년 12월 29일 | | - 지하철 2, 3, 4호선 완공, 한강종합개발 추진, 가락동 농수산물시장 개장, 목동신시가지 건설 - 아시아경기대회 개최, 서울올림픽대회 준비 - 경희궁, 보라매, 종묘공원, 석촌호수 공원계획 수립 추진 |
| 관선      |      | 21대     | 김용래(金庸來) | 1987년 12월 30일~1988년 12월 4일  | | - 제24회 서울올림픽, 제8회 하계 패럴림픽 성공적 개최 - 상수도 공급, 청소, 주택공급, 복지시설 확충 등 서민생활보호대책 추진 - 푸른 서울가꾸기 2차 5개년 계획 수립 추진 |
| 관선      |      | 22대     | 고건(高建)     | 1988년 12월 5일~1990년 12월 26일  | | - 시정방침을 시민을 위한 ‘생활행정’시민과 함께하는 ‘참여행정’, 깨끗한 ‘공개 행정’으로 정하고 시정추진 - 제2기 지하철 건설 추진 및 내부순환 및 북부간선도로 등 도시고속도로 착공 - 빗물펌프장 확충 및 정비, 제방축조 등 항구적인 수방대책 수립 추진 |
| 관선      |      | 23대     | 박세직(朴世直) | 1990년 12월 27일~1991년 2월 18일  | | |
| 관선      |      | 24대     | 이해원(李海元) | 1991년 2월 19일~1992년 6월 25일   | | - 도시지하도로 건설을 포함한 중장기 교통대책 마련 추진 - 식수원인 한강의 효율적인 관리를 위하여 ‘한강관리청’신설 추진 - 처음으로 쓰레기 소각 처리 방식 도입 |
| 관선      |      | 25대     | 이상배(李相培) | 1992년 6월 26일~1993년 2월 25일   | | - 주거환경 개선과 문화활동에 대한 지원에 역점을 두고 추진 - 경희궁, 몽촌토성 등 역사적 유적지 복원사업 추진 - 불량주택 재개발사업 활성화를 위해 주민동의율을 90%에서 67%로 하향조정 |
| 관선      |      | 26대     | 김상철(金尙哲) | 1993년 2월 26일~1993년 3월 4일    | | 역대 최단재임 시장 |
| 관선      |      | -        | 우명규(禹命奎) | 1993년 3월 5일~1993년 3월 7일     | | - 직무대행 - 서울특별시 부시장 |
| 관선      |      | 27대     | 이원종(李元鐘) | 1993년 3월 8일~1994년 10월 21일   | | - 각종 규제제도, 법령, 운영방법 등을 재검토하여 시민위주의 쇄신방안 마련 - 제2기 지하철, 도시고속도로 건설 역점 추진 및 3기 지하철 건설계획 확정 - 서울정도 600년 사업 추진 |
| 관선      |      | 28대     | 우명규(禹命奎) | 1994년 10월 22일~1994년 11월 2일  | | |
| 관선      |      | 29대     | 최병렬(崔秉烈) | 1994년 11월 3일~1995년 6월 30일   | | - 각종 시설물의 안전확보와 부실공사 대칙 적극 추진 - 교통문제 해결을 위한 교통특별대책 수립 추진 |
| 민선      |      | 30대     | 조순(趙淳)     | 1995년 7월 1일~1997년 9월 9일     | 민주당(1995) 통합민주당(1995~1996) 민주당(1996~1997)                                                          | - 시정을 시민중심으로 전환하고 시정운영 3개년 계획과 부문별 중장기 계획 수립 추진 - 당산철교 재시공 등 각종 도시시설물의 안전점검과 보수 추진 - 환경기본조례제정, 환경헌장 제정. 서울의제 21 등 환경정책 적극 추진 - 전국 최초로 사회복지조사 실시하여 시민복지 5개년 계획 수립 |
| 민선      |      | 권한대행 | 강덕기(姜德基) | 1997년 9월 10일~1998년 6월 30일   | 무소속 | - 직무대행 - 조순 시장이 대통령선거에 출마하기 위해 사퇴하여, 남은 임기 동안을 대행(행정1부시장) |
| 민선      |      | 31대     | 고건(高建)     | 1998년 7월 1일~2002년 6월 30일    | 새정치국민회의(1998~2000) 새천년민주당 (2000~2002)                                                            | - 투명행정 구현을 위한 반부패 시책 추진 (민원처리온라인공개시스템, 청렴계약옴부즈만, 전자수의계약 등) - 생명의나무 천만그루 심기, 월드컵공원, 천연가스버스 도입 등 녹색서울 가꾸기 - 2기 지하철을 임기 내 완성 - 2002년 한일 월드컵 개최 |
| 민선      |      | 32대     | 이명박(李明博) | 2002년 7월 1일~2006년 6월 30일    | 한나라당 | - 뉴타운 사업 기반마련 - 청계천 하천 복원, 서울숲 조성 - 대중교통체계 전면 개편 - 서울광장 등 설치 |
| 민선      |      | 33대     | 오세훈(吳世勳) | 2006년 7월 1일~2011년 8월 26일    | 한나라당 | - 창의시정(다산 콜 센터, 천만상상 오아시스 등) 추진 - 광화문 광장 조성, 세운초록띠공원 조성 등을 통한 도심 재창조 - 지하철 9호선 개통 - 장기전세주택 시프트, 여행 프로젝트 등 서울형 복지 추진 - 북서울 꿈의숲 조성 등 친환경 서울 구현 및 디자인 서울 추진 - 전면 무상급식에 반대하여 2011년 8월 24일, 자신의 거취를 걸고 주민투표를 실시하였으나 투표율이 25.7%에 불과해 이틀 뒤 사퇴 |
| 민선      | 34대 |          | 오세훈(吳世勳) | 2006년 7월 1일~2011년 8월 26일    | 한나라당 | - 창의시정(다산 콜 센터, 천만상상 오아시스 등) 추진 - 광화문 광장 조성, 세운초록띠공원 조성 등을 통한 도심 재창조 - 지하철 9호선 개통 - 장기전세주택 시프트, 여행 프로젝트 등 서울형 복지 추진 - 북서울 꿈의숲 조성 등 친환경 서울 구현 및 디자인 서울 추진 - 전면 무상급식에 반대하여 2011년 8월 24일, 자신의 거취를 걸고 주민투표를 실시하였으나 투표율이 25.7%에 불과해 이틀 뒤 사퇴 |
| 민선      |      | 권한대행 | 권영규(權寧奎) | 2011년 8월 27일~2011년 10월 26일  | 무소속 | - 직무대행 - 오세훈 서울시장이 사퇴하여, 남은 임기 동안을 대행(행정1부시장) |
| 민선      |      | 35대     | 박원순(朴元淳) | 2011년 10월 27일~2020년 7월 9일   | 무소속(2011~2012) 민주통합당(2012~2013) 민주당(2013~2014) 새정치민주연합 (2014~2015) 더불어민주당 (2015~2020) | - 서울시립대학교 등록금 50% 삭감(일명 반값 등록금) - 맥쿼리 코리아로부터 서울 지하철 9호선 운임 결정권 회수, 민자투자금의 최소운영수입보장제 폐지 - 심야버스(일명 올빼미버스) 운행 개시 - 도심 양봉, 도시 텃밭 운영 - 서울 경전철 우이신설선 개통 - 대한민국 임시정부 기념관 설립 - 역대 최장재임 시장 (8년 8개월) - 비서 성추행 사건 이후 자살                                         |
| 민선      | 36대 |          | 박원순(朴元淳) | 2011년 10월 27일~2020년 7월 9일   | 무소속(2011~2012) 민주통합당(2012~2013) 민주당(2013~2014) 새정치민주연합 (2014~2015) 더불어민주당 (2015~2020) | - 서울시립대학교 등록금 50% 삭감(일명 반값 등록금) - 맥쿼리 코리아로부터 서울 지하철 9호선 운임 결정권 회수, 민자투자금의 최소운영수입보장제 폐지 - 심야버스(일명 올빼미버스) 운행 개시 - 도심 양봉, 도시 텃밭 운영 - 서울 경전철 우이신설선 개통 - 대한민국 임시정부 기념관 설립 - 역대 최장재임 시장 (8년 8개월) - 비서 성추행 사건 이후 자살                                         |
| 민선      | 37대 |          | 박원순(朴元淳) | 2011년 10월 27일~2020년 7월 9일   | 무소속(2011~2012) 민주통합당(2012~2013) 민주당(2013~2014) 새정치민주연합 (2014~2015) 더불어민주당 (2015~2020) | - 서울시립대학교 등록금 50% 삭감(일명 반값 등록금) - 맥쿼리 코리아로부터 서울 지하철 9호선 운임 결정권 회수, 민자투자금의 최소운영수입보장제 폐지 - 심야버스(일명 올빼미버스) 운행 개시 - 도심 양봉, 도시 텃밭 운영 - 서울 경전철 우이신설선 개통 - 대한민국 임시정부 기념관 설립 - 역대 최장재임 시장 (8년 8개월) - 비서 성추행 사건 이후 자살                                         |
| 민선      |      | 권한대행 | 서정협(徐正協) | 2020년 7월 10일~2021년 4월 7일    | 무소속 | - 권한대행 - 박원순 서울시장의 사망에 따른 권한대행(사인: 자살, 자세한 내용은 다음 참고) (행정1부시장) |
| 민선      |      | 38대     | 오세훈(吳世勳) | 2021년 4월 8일~                   | 국민의힘 | - 제33·34대 서울특별시장 |
| 민선      | 39대 |          | 오세훈(吳世勳) | 2021년 4월 8일~                   | 국민의힘 | - 제33·34대 서울특별시장 |

## 참고 자료
- 제2대 윤보선 시장과 제32대 이명박 시장은 후에 대통령을 역임했다.
- 제8대 허정 시장과 제22, 31대 고건 시장은 후에 국무총리를 역임했다.

## 같이 보기
- 서울특별시장 선거
- 서울특별시청
- 한성판윤
- 경성부윤
- 서울특별시 부시장